# Santa Cruz Pueblo
Santa Cruz Pueblo es una localidad del estado mexicano de Campeche. Es parte del municipio de Calkiní.

## Demografía
| Gráfica de evolución demográfica |
|                                  |

| Censo | Población |
| ----- | --------- |
| 1900  | 302       |
| 1910  | 223       |
| 1921  | 389       |
| 1930  | 388       |
| 1940  | 344       |
| 1950  | 419       |
| 1960  | 476       |
| 1970  | 504       |
| 1980  | 851       |
| 1990  | 1146      |
| 2000  | 1552      |
| 2010  | 1908      |
| 2020  | 2286      |